# Calyptranthes elegans
Calyptranthes elegans är en myrtenväxtart som beskrevs av Carl Karl Wilhelm Leopold Krug. Calyptranthes elegans ingår i släktet Calyptranthes och familjen myrtenväxter. Inga underarter finns listade i Catalogue of Life.